# Јозеф Хормај
Јозеф Хормај (20. јануар 1782 – 5. октобар 1848) је био немачки историчар и један од вођа Тиролског устанка 1809. године.

## Биографија
Рођен је у Инзбруку. У припреми устанка у Тиролу, Хормај је био политички саветник Андреаса Хофера. Водио је земаљске послове и одбрану. Ухапшен је од стране аустријских власти због припрема за нови устанак (1812. године). Након Наполеонових ратова, Хормај је објавио бројна дела са војноисторијским значајем. Умро је 5. октобра 1848. године у Минхену.